# San Rocco di Piegara
San Rocco di Piegara (San Roco in veneto) è una frazione del comune italiano di Roveré Veronese (VR) che è uno degli originari Tredici Comuni.

## Geografia fisica
Il paese di San Rocco di Piegara è una località dei Monti Lessini situata sulla dorsale tra la val Squaranto e la valle di Mezzane, nella zona più aperta e pianeggiante, dove il paesaggio della Lessinia viene colto nella sua interezza.
Lo si può raggiungere percorrendo la strada provinciale 35 che parte da Montorio, 6 km a nord-est di Verona.
Lungo la via da sud a nord si incontrano le località di Trezzolano e di Cancello. Da San Rocco proseguendo lungo la SP-35 si giunge a San Vitale in Arco (4 km), anch'esso frazione di Roveré, mentre svoltando in direzione est si arriva a San Mauro di Saline (5 km).
L'altitudine in corrispondenza della piazza del paese è di 640 m s.l.m. 
Dista all'incirca 6 km da Roveré e 22 da Verona.

## Etimologia e storia
Il toponimo San Rocco nasce per devozione al Santo di Montpellier (vissuto nella prima metà del XIV secolo), protettore dalla peste, in seguito alla pestilenza del 1630-31 che devastò gran parte dell'Italia.
Piegàra, invece, ha sicuramente un'origine più antica. Un tempo, infatti, i due versanti della dorsale su cui giace il paese avevano nomi diversi: Porcàra, quello occidentale, con riferimento all'allevamento dei suini, e Piegàra, quello orientale utilizzato per la transumanza dei bovini.
Piegàra deriverebbe quindi da pegàra, «zona piena di orme lasciate da animali pascolanti».

## La Chiesa Parrocchiale
Una prima cappella, edificata dai conti Azzini, risale al XVII secolo, ma doveva esservi una chiesa precedente, dipendente dal rettore di Cancello. Piegara era comune autonomo già dal XIV secolo . Nella prima metà del XVII secolo Piegara divenne indipendente da Cancello e sottomessa alla parrocchia di Roveré, mentre nel 1744 divenne parrocchia autonoma.
L'attuale chiesa, dedicata a San Rocco fu iniziata alla fine del XVIII secolo dopo l'incendio della precedente; aperta al culto nel 1875, fu completata nel 1911 con facciata in stile corinzio. Si presenta oggi con un altare centrale del XVII secolo, 4 altari laterali barocchi e conserva una pregevole tela della Madonna delle Rose di Domenico Maccacaro del 1600 (tra i due altari a sinistra). Interessante è poi la tela con San Carlo Borromeo (in ginocchio davanti al Crocifisso ed in cammino verso il Concilio di Trento), con iscrizione del 1630, posta tra i due altari di destra, opera di Lorenzo Bertafino. Il campanile è del 1888 con cuspide del 1952.

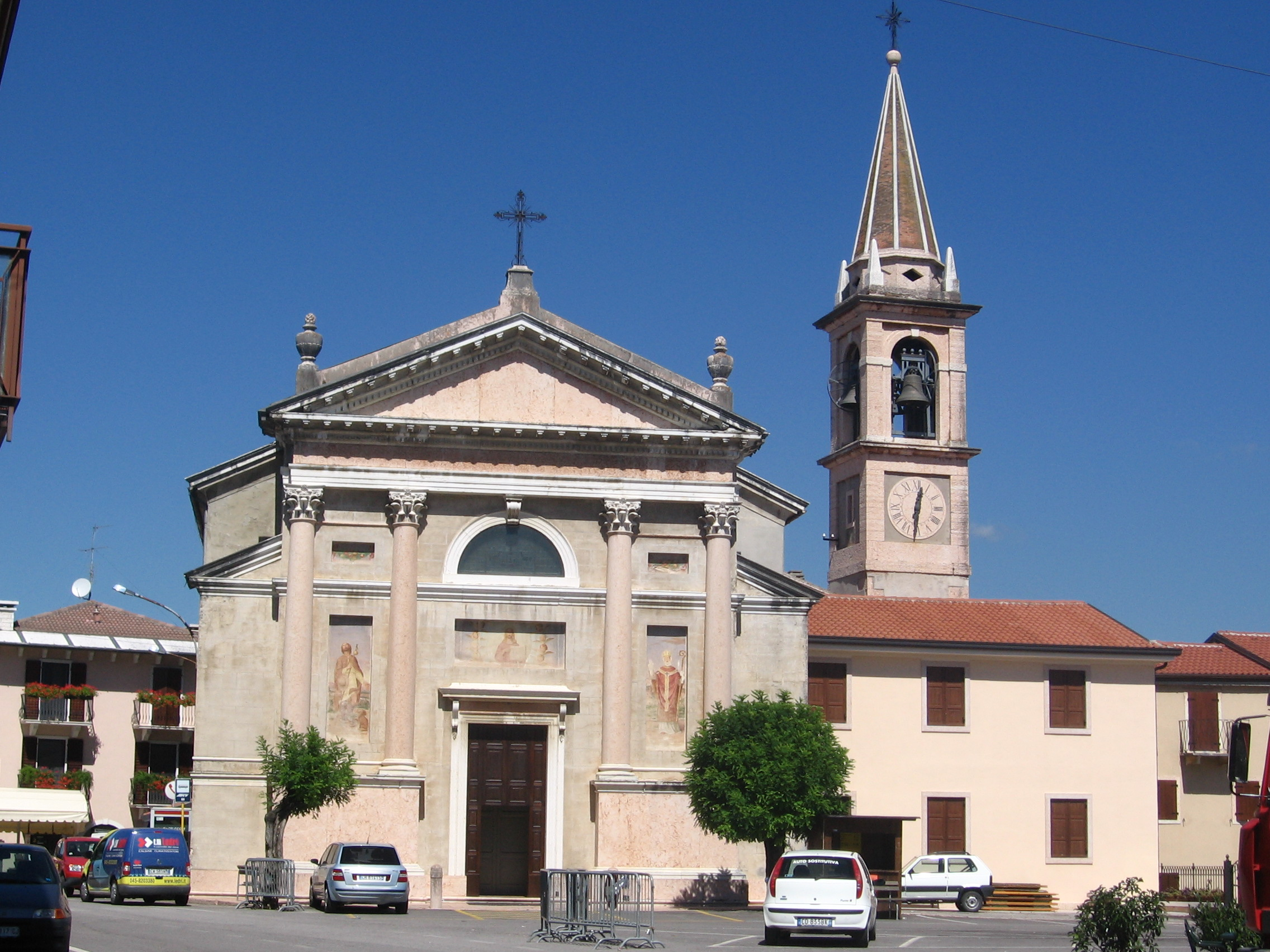
Chiesa Parrocchiale di San Rocco

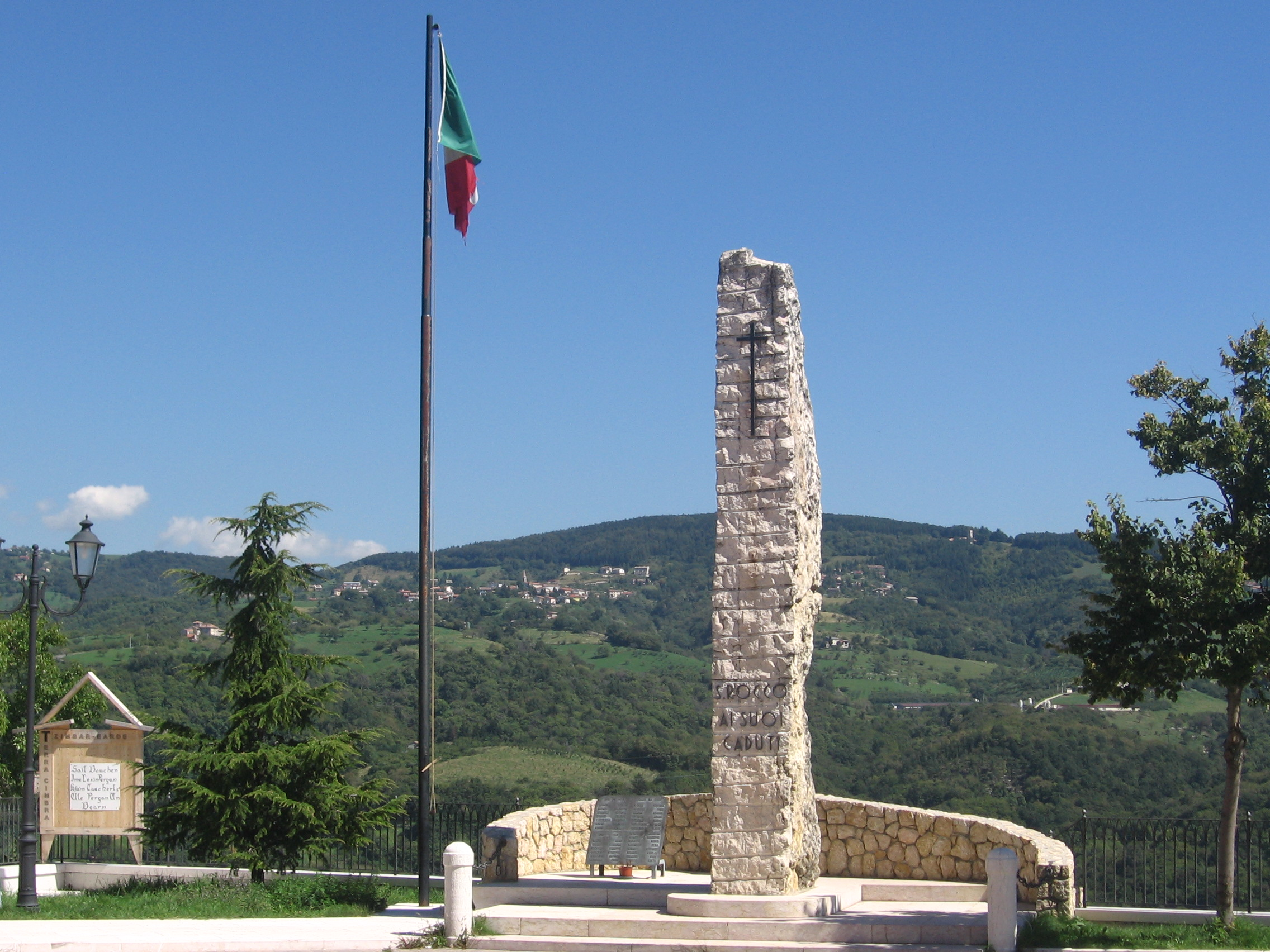
Piazza San Rocco, Monumento ai Caduti

## Le Contrade
Le contrade costituiscono l'insediamento tipico della Lessinia, costituito da case unifamiliari con stalle, fienili ed altre costruzioni, come baiti e ghiacciaie. I materiali da costruzione erano principalmente due, la pietra per l'esterno e il legno per l'interno, in quanto materiali facilmente reperibili nel territorio circostante. Preferibilmente, venivano costruite in luoghi soleggiati ed al riparo di un dosso. Attorno alle contrade, ci sono spesso prati, che un tempo venivano coltivati a segale e, nelle zone più basse, a frumento, oltre a numerosi alberi da frutto, come "marascari", noci e, nelle contrade più basse, anche meli e peri selvatici; questi alberi, piantati in file regolari, servivano anche per delimitare i confini delle proprietà. Oggi le contrade solo collegate tra loro per mezzo di strade, ma un tempo i passaggi erano possibili soltanto attraverso sentieri o mulattiere, che permettevano il transito di carri.

### Contrade nei dintorni di San Rocco di Piegara

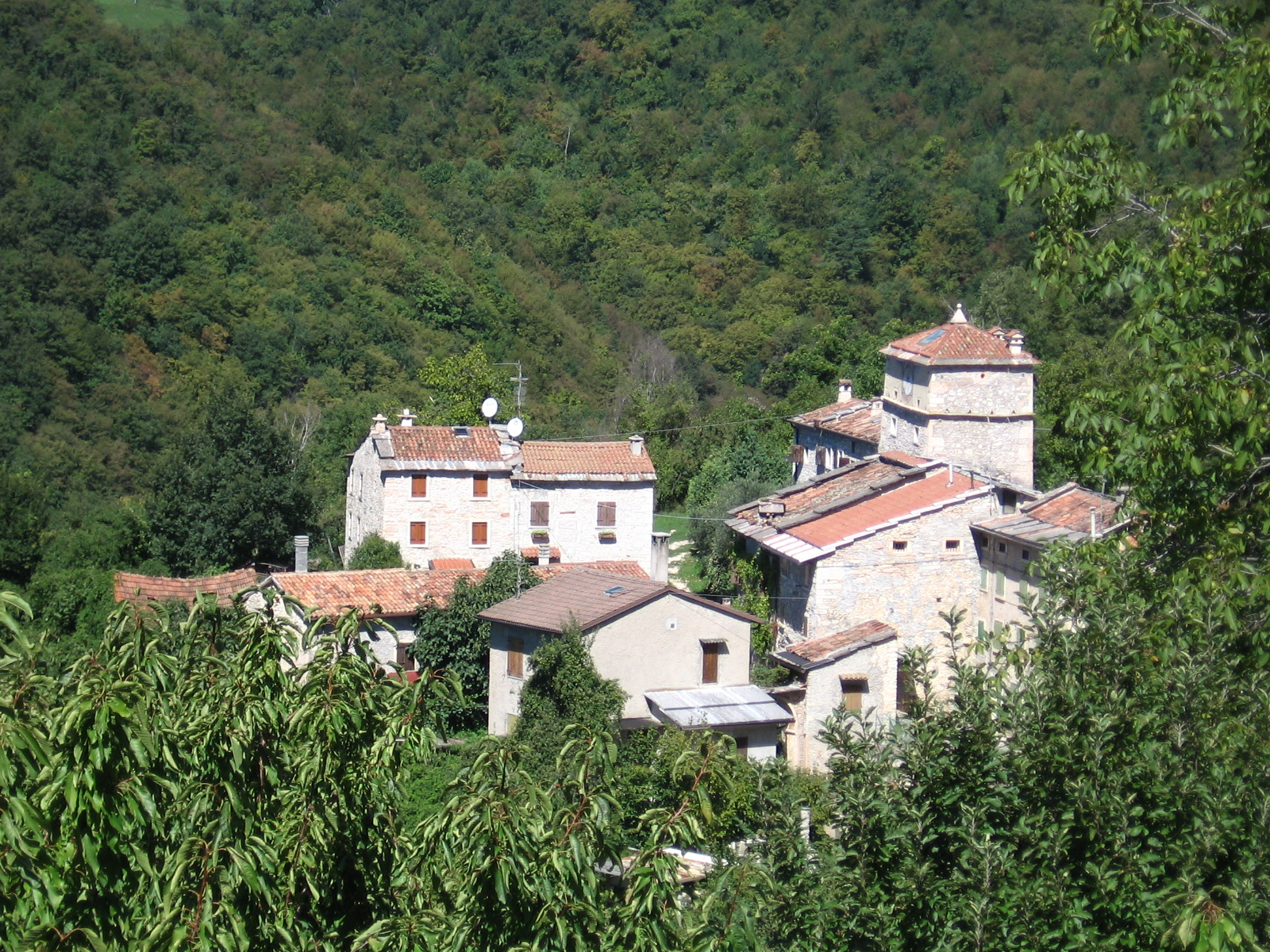
Contrada Vago

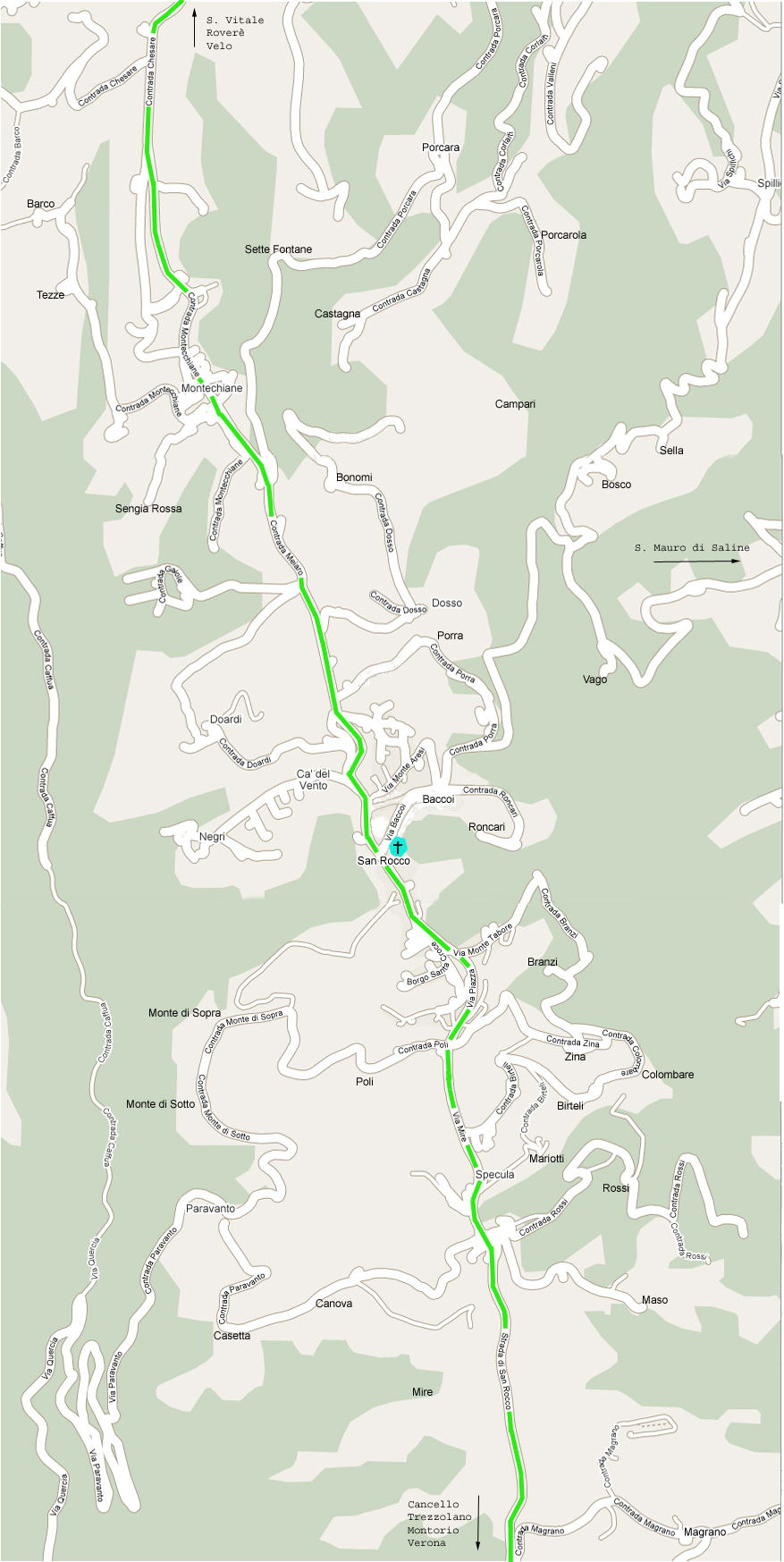
San Rocco e dintorni

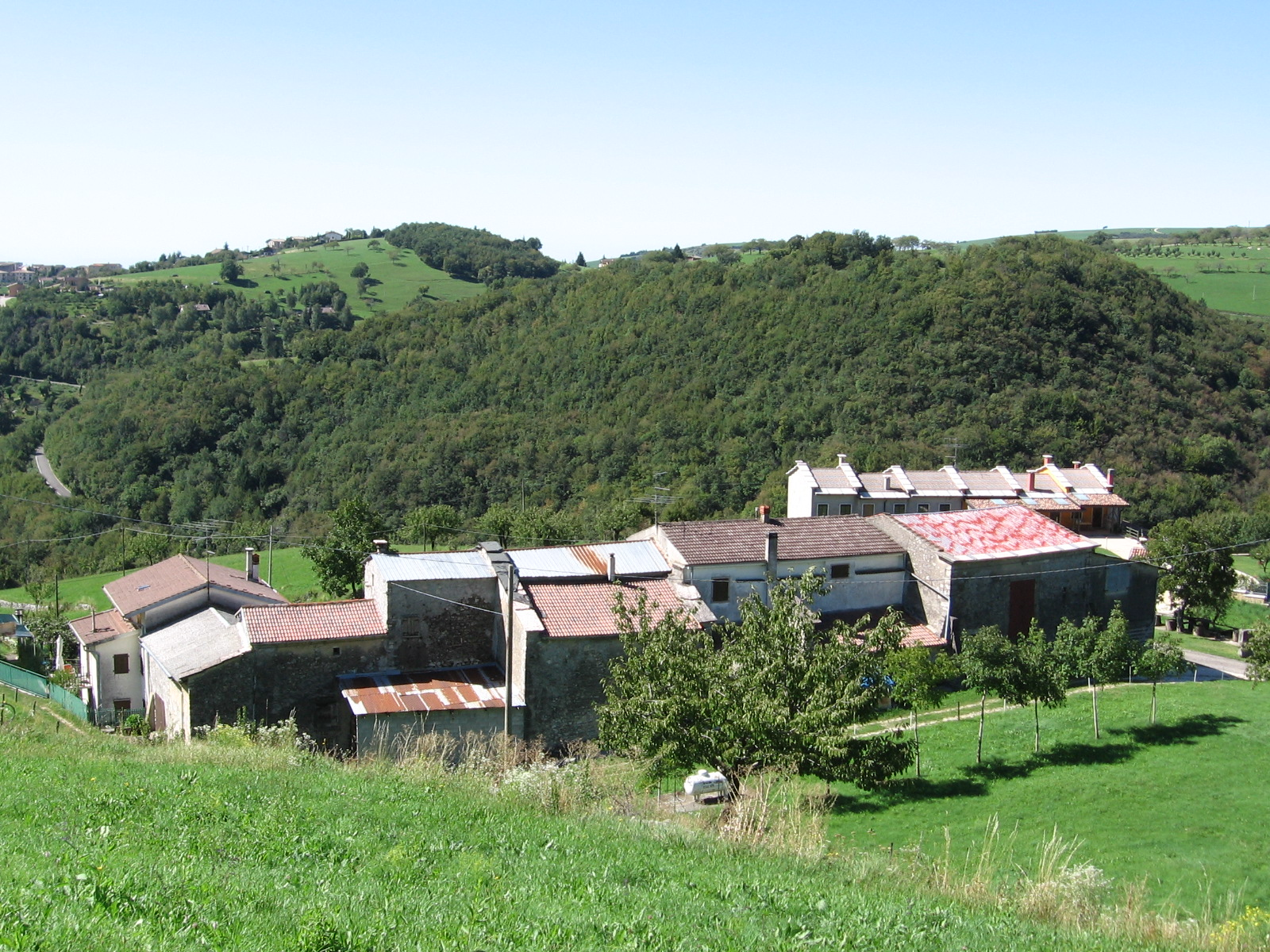
Contrada Bosco

- Piazza (639 m s.l.m.)
- Monte Aresi (670 m s.l.m.)
- Doardi (621 m s.l.m.)
- Negri (621 m s.l.m.)
- Monte di Sopra (544 m s.l.m.)
- Monte di Sotto (538 m s.l.m.)
- Paravanto (495 m s.l.m.)
- Poli (570 m s.l.m.)
- Porra (650 m s.l.m.)
- Baccoi (625 m s.l.m.)
- Roncari (568 m s.l.m.)
- Biceghi (567 m s.l.m.)
- Branzi (542 m s.l.m.)
- Zina (556 m s.l.m.)
- Colombare (530 m s.l.m.)
- Birteli (527 m s.l.m.)
- Rossi (510 m s.l.m.)
- Mariotti (606 m s.l.m.)
- Specula (600 m s.l.m.)
- Canova (587 m s.l.m.)
- Casetta (541 m s.l.m.)
- Maso (510 m s.l.m.)
- Mire (624 m s.l.m.)
- Porcara (721 m s.l.m.)
- Porcarola (751 m s.l.m.)
- Càmpari (679 m s.l.m.)
- Bonomi (630 m s.l.m.)
- Dosso (657 m s.l.m.)
- Montecchiane (707 m s.l.m.)
- Sengia Rossa (675 m s.l.m.)
- Sette Fontane (674 m s.l.m.)
- Castagna (738 m s.l.m.)
- Tezze (733 m s.l.m.)
- Barco (721 m s.l.m.)
- Vago (603 m s.l.m.)
- Bosco (640 m s.l.m.)
- Sella (701 m s.l.m.)

## Economia

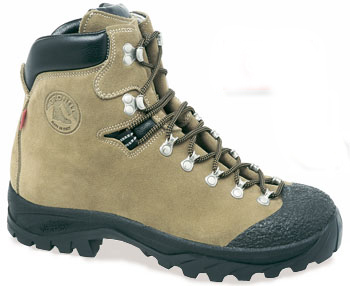
Scarpone da trekking

Degna di nota è la produzione di scarponi e calzature tecniche da montagna, affidata a tre fabbriche di diversa dimensione: un'arte antica sapientemente tramandata sino all'avvento della moderna tecnologia, applicata inoltre a scelte stilistiche altrettanto innovative e a materiali sofisticati in continua evoluzione.

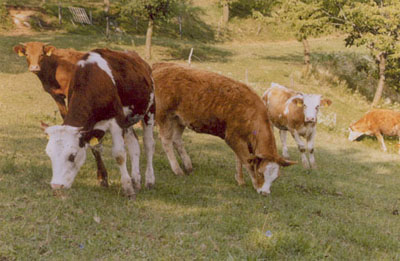
Mucche al pascolo in contrada Negri

Attività importanti sono quelle legate al settore dell'edilizia: imprese di costruzioni civili e stradali, di movimento terra e altre di carattere prevalentemente artigianale come muratori, falegnami, imbianchini e idraulici.

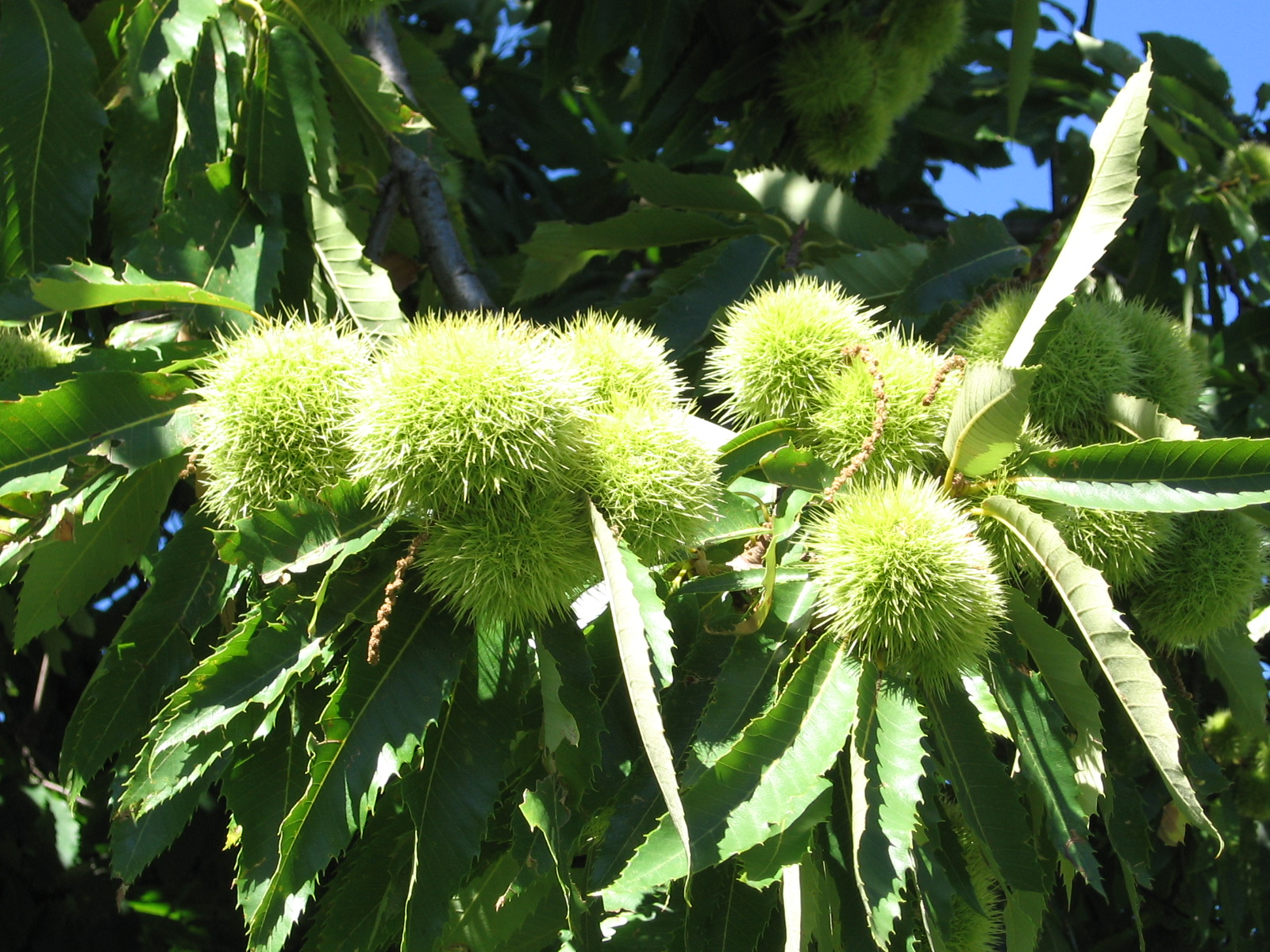
Ramo di castagno

L'agricoltura affianca ai prodotti tradizionali, come le castagne e le ciliegie, colture e tecniche innovative come le fragole a coltivazione idroponica. L'abbondante presenza di prati fioriti e alberi da frutto favorisce l'apicoltura e la relativa produzione di miele. 
L'allevamento di bovini è finalizzato principalmente alla produzione di latte, ma alcuni allevatori hanno di recente intrapreso anche l'attività di vendita di carne biologica.
La posizione collinare del paese e la sua vocazione a luogo di villeggiatura estiva hanno consentito nei dintorni lo sviluppo del turismo (alberghi, ristoranti, agriturismi).

## La Sagra dei Marroni
L'antica Sagra dei Marroni, che si svolge ogni anno a San Rocco di Piegara la penultima domenica di ottobre, è diventata ormai un irrinunciabile appuntamento stagionale. 
L'autunno saluta il ritorno del marrone, e il paese si riempie di persone, di invitanti profumi e di colorate bancarelle ricolme di prodotti tipici.

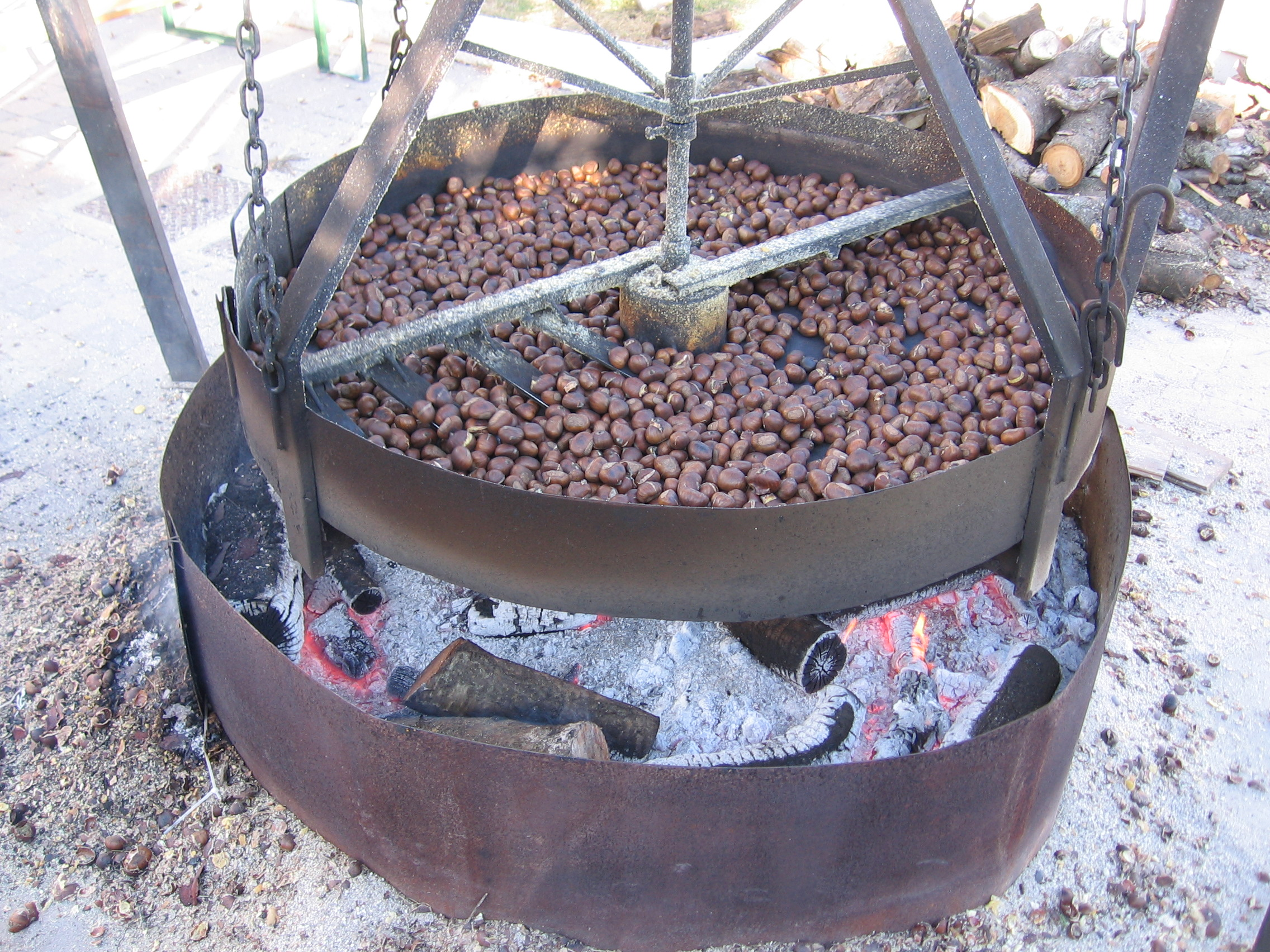
Rostidora per castagne

Nel frattempo, le mani di abili artigiani offrono dimostrazioni di antichi mestieri della cultura contadina, come la lavorazione del legno e la produzione di cesti.
Il tutto accompagnato da un gradevole sottofondo di musiche folcloristiche che contribuiscono, ancora di più, a creare un'atmosfera di allegria e spensieratezza.
Nella piazza principale, una gigantesca “rostidora” cuoce, in pochi minuti, quintali di marroni mentre stand enogastronomici offrono degustazioni di vino e cibi caserecci, capaci di solleticare anche i palati più esigenti.
La Sagra dei Marroni diventa così il pretesto per promuovere, attraverso il gusto, la conoscenza della tradizione dei Monti Lessini veronesi, tramandando sapori mai dimenticati e facendo rivivere emozioni del passato tra arti e mestieri, musica, prelibatezze genuine e marroni arrostiti da gustare, in buona compagnia, con un bicchiere di vino.

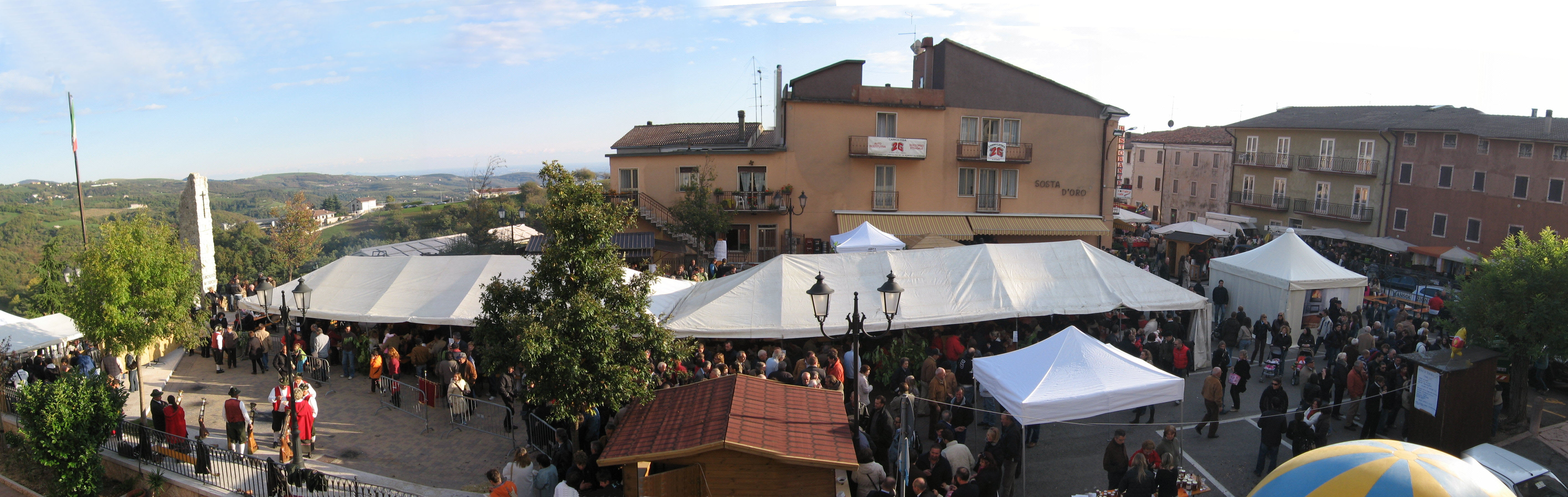
Sagra dei Maroni 2007

## Gli appuntamenti e le tradizioni
- Festa del Patrono (San Rocco)

Si festeggia il 16 agosto e nell'occasione gli abitanti di Roveré svolgono una processione per le vie del paese.
- Sagra dei Marroni

Appuntamento che si svolge ogni anno alla penultima domenica di ottobre, all'insegna della tradizione, degustando uno dei frutti più caratteristici ed appetitosi della montagna veronese.
- Epifania, "brusàr la vecia" o "brusàr la strìa"

Si formano cataste coniche di sterpi e ramaglie e le si fanno bruciare la sera del 6 gennaio. Sopra il falò si può mettere un fantoccio che rappresenta una vecchia strega da cui il nome.
- San Carlo Borromeo, il “pane dei poveri”

Il 4 novembre, si tratta della distribuzione del pane benedetto alla popolazione.

## Altre immagini

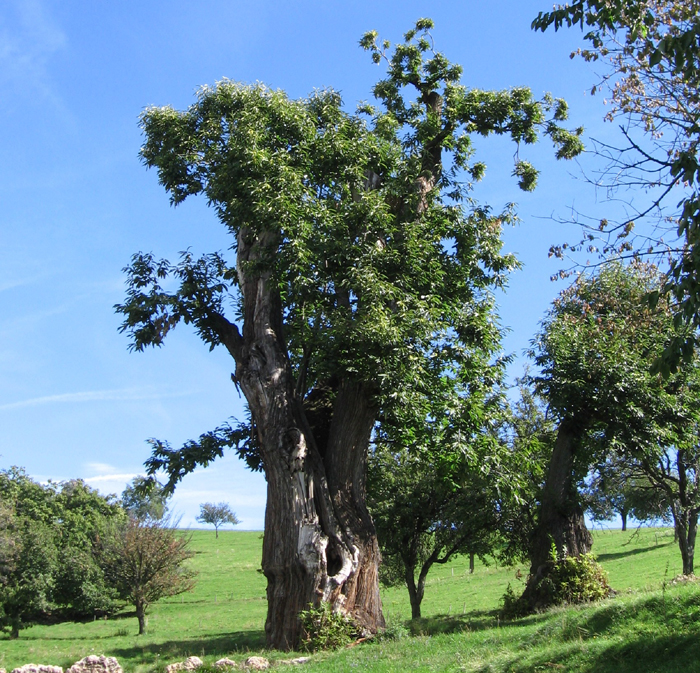
La "Calma Granda", castagno secolare in contrada Doardi
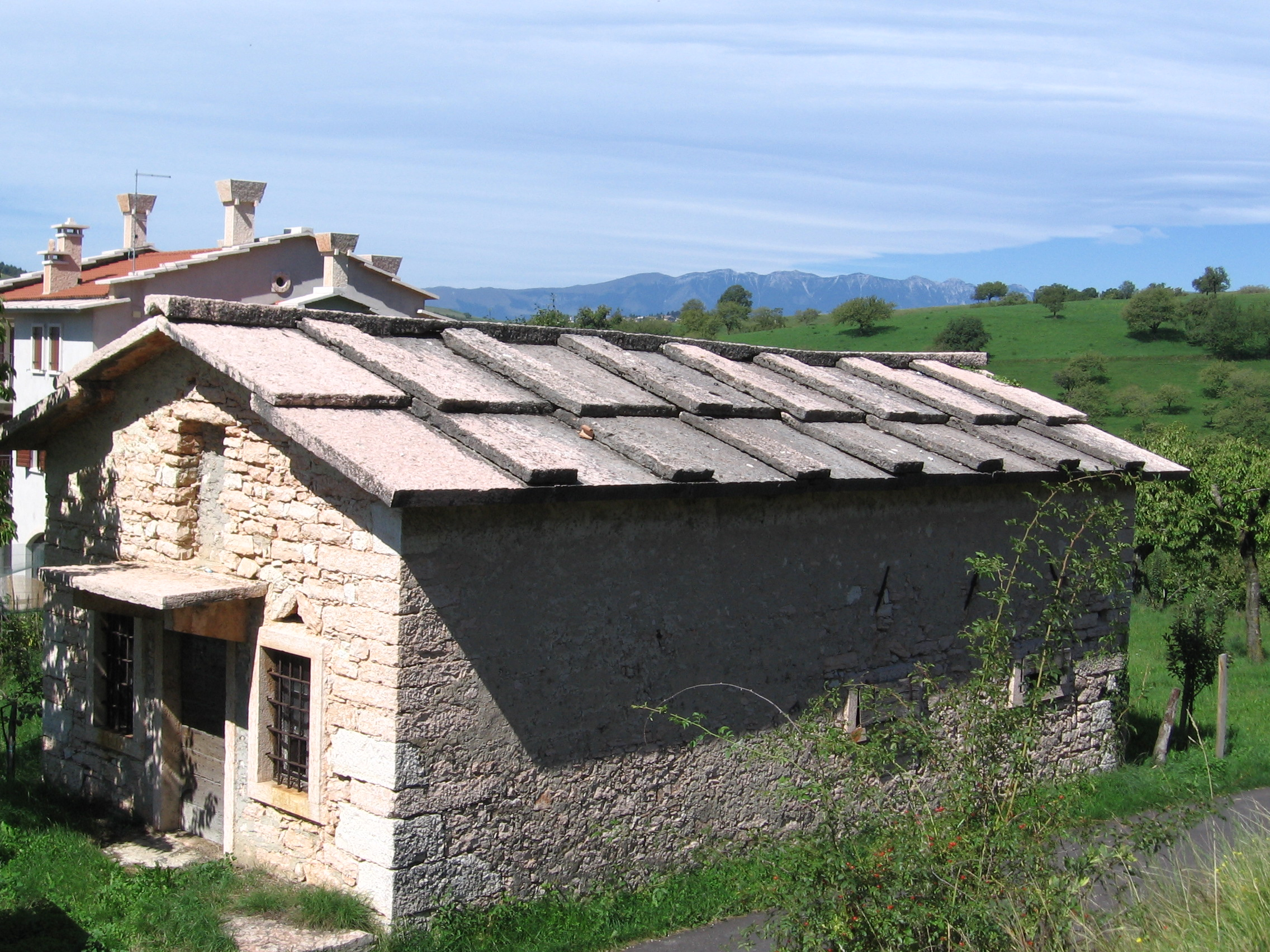
Un "baito"